# Monopoli pur
El monopoli pur és un cas especial del monopoli en el qual només existeix una única empresa en una indústria. En realitat no sol donar-se en l'economia real, excepte quan es tracta d'una activitat desenvolupada mitjançant una concessió pública, però se sol utilitzar la seva figura per explicar la situació en què existeix un venedor que és l'únic que té un gran poder sobre el mercat. Per considerar un monopoli pur perfecte s'han de donar els següents requisits:
- Existeix una sola empresa
- El producte és homogeni i no existeixen productes substitutius propers.
- Existeixen barreres d'entrada en aquest mercat i es maximitza el benefici període a període.
- No hi ha cap intervenció governamental.
- El monopolista té el coneixement perfecte de les condicions de mercat sense cap incertesa.
- Existeix mobilitat perfecta dels factors de producció de producció.